# دوري جزيرة مان لكرة القدم
دوري جزيرة مان لكرة القدم (Isle of Man Football League) هو الدوري الوطني لكرة القدم في جزيرة مان، التي تقع في بحر الشمال بين بريطانيا وأيرلندا. يتم تنظيم الدوري من قبل اتحاد كرة القدم في جزيرة مان (Isle of Man Football Association)، ويضم عدة فرق محلية. على الرغم من أن دوري جزيرة مان ليس من الدرجات العليا لكرة القدم الإنجليزية أو الأيرلندية، إلا أنه يمثل النظام المحلي لكرة القدم في الجزيرة.